# Carrick-on-Shannon
Cora Droma Rúisc (en irlandés) o Carrick-on-Shannon (en inglés) es la capital y la ciudad más habitada del condado de Leitrim, en Irlanda, situada al paso del río Shannon. El censo de 2006 contabilizó 3163 habitantes.

## Deportes
- Juegos gaélicos: St Marys GAA Club; deportes tradicionales irlandeses.
- Golf: Carrick on Shannon Golf Club (sede actual en Woodbrook).
- Remo: Carrick on Shannon Rowing Club (fundado en 1836).
- Fútbol: Carrick Town FC (fundado en 1976).

## Ciudades hermanadas
Cesson-Sévigné, Francia.